# Pèire Roqueta
Pèire Roqueta (Marsella, 1898 - Marsella, 1988) va ser un poeta que va escriure en occità, català i francès.
Durant la dictadura de Primo de Rivera, el 1929, dirigí la Revue de la Catalogne, una revista d'assaig sobre la cultura catalana pagada per Francesc Cambó, que es feia des de Marsella i de la qual van aparèixer cinc números.
Va ser jutge d'instrucció a Avinyó, un càrrec des d'on va ajudar a Ferran Soldevila i la seva família durant l'exili a la República Francesa entre el 1939 i el 1943. Durant la mateixa etapa va tenir una extensa correspondència amb Carles Riba.
El 1945 participà en la fundació clandestina de l'Institut d'Estudis Occitans. Va col·laborar a les revistes com Oc i Gai Saber. Publicà els volums de poesia Secret del temps (1951) i De paraules e d'images (1969).